# Тирас
Тирас (Tiras, Thiras) е в Библията най-младият син на Яфет, най-малкият внук на Ной.
Библията или Genesis (10, 2) и 1. Хроника (1, 5) изброяват Гомер (кимерийци), Мадай (мидийци), Яван (гърци), Тубал (табали), Мосох (фриги) и Тирас (траки) като децата на Яфет.
Всички тези посочени племена са обитатели на Север или Северозапада.
Йосиф Флавий употребява Тирас в 6-и капител на неговите юдейски древности, в която описва наследнците на Ной като даващи имена на народите. Той дава за пример Тирас, който владее тирасите, които гърците наричат траки.
Също и в Етимологията на Исидор Севилски (9.2.31) се намира изразът:
„Thiras, ex quo Thraces; quorum non satis inmutatum vocabulum est, quasi Tiraces“.
Някои модерни изследователи също сравняват Тирас като равен с траките.